# Caio Licínio Calvo Estolão
Caio Licínio Calvo Estolão (em latim: Gaius Licinius Calvus Stolo) foi um político da gente Licínia da República Romana, eleito cônsul em 364 e 361 a.C., com Lúcio Sêxtio Laterano e Cneu Genúcio Aventinense respectivamente. Foi também tribuno da plebe de 376 até 367 a.C. e, juntamente com Lúcio Sêxtio Laterano, um dos principais responsáveis pela aprovação das Leges Liciniae Sextiae, as leis que permitiram à plebe o acesso ao cargo de cônsul e criaram a magistratura do pretorado.

## Tribuno da plebe (376 a 367 a.C.)
No relato de Lívio, Caio Licínio foi levado para a carreira política por insistência de sua esposa, a filha mais nova de Marco Fábio Ambusto, tribuno consular em 381 a.C. Ele e Lúcio Sêxtio vetaram por cinco anos consecutivos as eleições de novos tribunos consulares (entre 375 e 371 a.C.) como retaliação pelo veto posto pelos demais tribunos da plebe, aliados dos patrícios, às suas propostas que visavam melhorar a situação social e política da plebe.
| “ | Foram eleitos Caio Licínio e Lúcio Sêxtio, que só propuseram leis para limitar a influência dos patrícios e avançar os interesses da plebe. Uma destas medidas tinha a ver com o problema da dívida e prescrevia que a soma paga como juros fosse paga de partida e o restante, em três parcelas de igual valor. Outra proposta tinha a ver com a limitação da posse das terras e estipulava que ninguém poderia possuir mais do que 500 acres. Uma terceira sugeria que não fossem eleitos mais tribunos e que um dos dois cônsules fosse eleito pela plebe | ” |
|   | — Lívio, Ab Urbe condita VI, 4,35. |   |

Os anais indicam que Caio Licínio foi tribuno da plebe entre 376 e 367 a.C., um período no qual foram aprovadas as chamadas Leges Liciniae Sextiae, que reformaram a magistratura consular, reservando à plebe um dos dois postos, limitou o tamanho das propriedades rurais e regulamentou favoravelmente aos mais pobres a questão do débito.
Caio Licínio, apesar da violenta oposição dos patrícios, conseguiu aprovar uma lei que estabelecia a supervisão dos decênviros sobre a consulta dos Livros Sibilinos, garantindo que pelo menos metade deles deveria ser oriunda da plebe, uma forma de evitar o uso fraudulento dos livros pelos patrícios.

## Primeiro consulado (364 a.C.)
Em 364 a.C., Caio Licínio foi eleito cônsul com Caio Sulpício Pético. Durante o ano, continuou a lutar contra uma epidemia de peste que assolava Roma e que, no ano anterior, levou Marco Fúrio Camilo. Neste ano foram realizadas as primeiras Ludi scenici, uma forma antiga do teatro latino.

## Segundo consulado (361 a.C.)
Em 361 a.C., foi eleito cônsul pela segunda vez, novamente com Caio Sulpício Pético. Os cônsules então marcharam com o exército contra os hérnicos e conquistaram a cidade de Ferentino. Contudo, ao retornarem para Roma, somente Pético recebeu a honra de realizar um triunfo. Com a chegada dos gauleses, o comando das tropas foi entregue ao novo ditador, Tito Quíncio Peno Capitolino.
Como vingança por suas vitórias em favor da plebe, foi acusado de ter infringido sua própria lei ao possuir mais terras que o permitido e acabou condenado a pagar uma pesada multa.